# Borszék
Borszék (románul Borsec, németül Bad Borseck) város Romániában, Erdélyben, Hargita megyében. A település Erdély egyik leghíresebb fürdő- és üdülővárosa, turistaközpont. Alsó- és Felsőborszékből áll, melyből utóbbi a fürdőtelep.

## Fekvése
A Székelyföld legészakibb települése Gyergyószentmiklóstól 40 km-re északra, a Bor-patak völgyében fekszik, a Gyergyói-havasok, a Kelemen-havasok és a Besztercei-havasok találkozásánál.

## Nevének eredete
Neve a magyar bor (itt borvíz, ásványvíz értelmű) pataknévből származik, melyhez a magyar szeg (= szeglet, sarok) utótag társult, amely az idők folyamán a szék (= vizes terület) főnévvel cserélődött fel.

## Története
Már a 16. században ismert gyógyvize, több mint 30 bővizű borvízforrása van. A fürdő a falutól 4 km-re 900 m magasan található. Az itteni borvizet szekereken messze vidékekre is elhordták a helybeli székelyek. Mellőzve a legendákat (például szelistyei pásztorok, illetve Bánffy Dénes vadászata) gróf Bethlen Farkas „Históriája” tesz először említést a borszéki borvízről, amelyet a Gyulafehérvári udvarban gyógyítási céllal fürdésre használt Báthory Zsigmond erdélyi fejedelem. Báthory Zsigmond olasz orvosa, Bucella 1594 augusztusában utasítást adott, hogy „hozattassék zárt hordókban a víz", hogy abban naponta a nagyságos fejedelem megmártassék és ezáltal megszabadultatik nyavalyájától…”. A fentieket báró Jósika Miklós is megerősíti a „Jósika István” családja című munkájában. E terület, mint Gyergyóditró és Gyergyószárhegy községek közbirtoka a 18. századtól „Borszék mezeje” néven vált ismertté (Orbán Balázs is e néven említi), és legeltetésre használták. Fürdőháza 1725-ben épült, borvizét már 1770-ben palackozták, 1793-ban vegyelemezték. Szénsavtartalma magas, a tizenöt forrás mindegyike más-más összetételű.
A Borszéki-medencében aránylag későn telepedett meg állandó lakosság, a vidék elszigeteltsége, a nagy kiterjedésű erdők, az éghajlat zordsága nem kecsegtette a telepedni vágyókat. A népvándorlások sem hagytak nyomot, bár a helység toponímiája ószláv eredetű, hasonlóan Bélbor nevéhez. (Bor=fenyő, szék=irtás, tisztás; Bélij=fehér; bor=fenyő). Egyes házak, szállások, fürdőházak voltak ugyan a 18. század első felében, sőt valószínűleg már ezt megelőzően is, ezeknek lakói azonban nagyrészt fürdővendégek lehettek, akik Borszéket a nyári időben keresték fel.
Heinrich Johann Kranz 1777-ben a korabeli Habsburg Birodalom ásványvizeit veszi boncolás alá, és Borszék vizét kitűnő minőségűnek találja. E mérlegelés mozgásba hozza a korabeli orvosokat és beindul a borszéki víznek a népszerűsítése és gyógyászati hatásának érvényesítése. Kezdetét veszi a telep kialakulása. Kezdetben szász és örmény befektetések jelennek meg, a 19. század második harmadában pedig tömegesen emelkednek ki az üdülést szolgáló faházak. A tulajdonképpeni fürdőtelep ekkor kapja meg a még ma is létező arculatát. Ebben a munkában oroszlánrésze van a bécsi Zimmethausen Antal geológusnak, akit az utókor Borszék fürdő megalapítójaként emleget. A forrásokat vegyelemezteti Szebenben, Pest-Budán és Bécsben. Ez már elegendő volt a víz kereskedelmi forgalmazásához. Ditró-Szárhegy közbirtokosságától bérbe veszi a fürdőtelepet és beindítja értékeinek kiaknázását. Kereskedelmi szerződéseket köt orosz, olasz, görög, török és moldován cégekkel, ahová kezdetben agyagkorsókban szállít, majd pedig 1806-ban megalakul a manufakturális üveggyár, amely 1916-ig fedezte a szükséges palackmennyiséget. Üvegeseit Sziléziából, Lengyelhonból, Bajorországból és a Szepességből toborozta. A beindult szénbánya terméke, a lignit, fedezte a huták tüzelő anyagának mennyiségét. A gyógyvizek különböző kiállításokon dicsérő oklevéllel, ezüst vagy éppen aranyéremmel dicsekedhettek.
Az állandó település létrejötte az Üveggyár létesítésével hozható kapcsolatba (1806), de az anyaközségektől igazgatásilag csak 1896-ban szakad el végérvényesen. Ez tűnik ki a Lázár grófok 1745-ben kelt perokmányaiból is. Állandó település jellege azonban csak jóval később, a 19. század közepén alakulhatott ki. A betelepülés eredetileg két irányból történt: egyrészt a Gyergyói-medence felől, ugyanis Borszék, Ditró és Szárhegy tulajdonát képezte, és így lakói zömmel innen származtak. Másrészt Moldvából vándoroltak be, mint ahogy ez Bélbor esetében is történt.
Eme eredeti kétirányú bevándorlás mellett a 19. század második felében az ittlévő nagyobb számú székely és kisebb számú román lakosság mellé, a régi családi nevek bizonysága szerint más nemzetiségű lakosság is települt. Borszéken ugyanis az alábbi régi családnevekkel találkozunk: Cservenka, Eigel, Fokt, Kameniczky, Kolbert, Kramer, Krisztián, Paller, Patka, Pépel, Schiller, Straff, Thalmayer, Vild stb. Az üveggyárhoz és a szénbányába számos szakmunkás vándorolt be Csehországból, Sziléziából, Lengyelországból, Steiermarkból és Bajorországból. Itt üvegfúvóként és szénbányászokként tevékenykettek, és az idők folyamán teljesen elmagyarosodtak. Ma már csak a családi nevük őrzik idegen eredetüket. A helybeli és később betelepült lakosság kezdetben nem keveredett, elzárkózott, mert „harisnyás” székelyek Felső-Borszéket, a nadrágos „zipzerek” – ahogy az üvegfúvókat, szénbányászokat nevezték – Alsó-Borszéket lakták. Ez az elkülönülés, elzárkózás azonban az összekeveredés, beházasodás folytán fokozatosan megszűnt, amelyhez a megegyező vallás (római katolikus) döntően besegített. Borszék a 19. század végéig nem volt önálló közigazgatási egység. Ditróhoz tartozott, önállóságát csak 1896-ban nyerte el. Anyakönyvi vitelét 1896-tól vezetik. A több mint 200 éves „Borszéki történet” a település fejlődésének sikertörténete is, amely nagyban a nagyszerű borvízforrásokkal és azok hasznosításával áll szoros kapcsolatban.

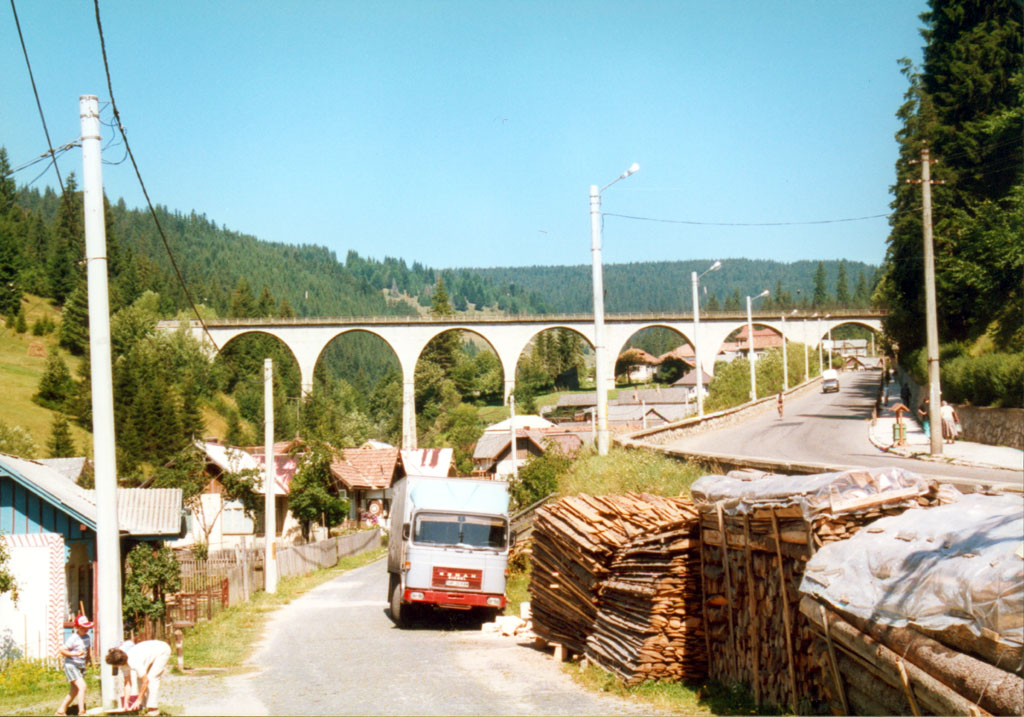
A viadukt

Fridvaldszky János az 1767-ben megjelentetett „Mineralogia magni principatus Transilvaniae” szakmunkájában többek között így ír: „Borszék a reményvesztett betegek menedéke.” De már 1700-ban a szárhegyi gróf Lázár Miklós Borszék mezejét és az odavezető utakat tárgyalja családi históriájában. 1762-ben több épület létezik, köztük a Határőrség háza, amit két évre rá követ a Tisztikar Üdülőháza is.
Anton Kurz-nak, a Brassóban 1844-ben kiadott német nyelvű „Borszék Erdély csodálatos üdülője” című írásában Bánffy Dénest, Erdély gubernátorát és Bukow császári tábornokot említi, akik 1776-ban idelátogattak és gyógykezeltették magukat.

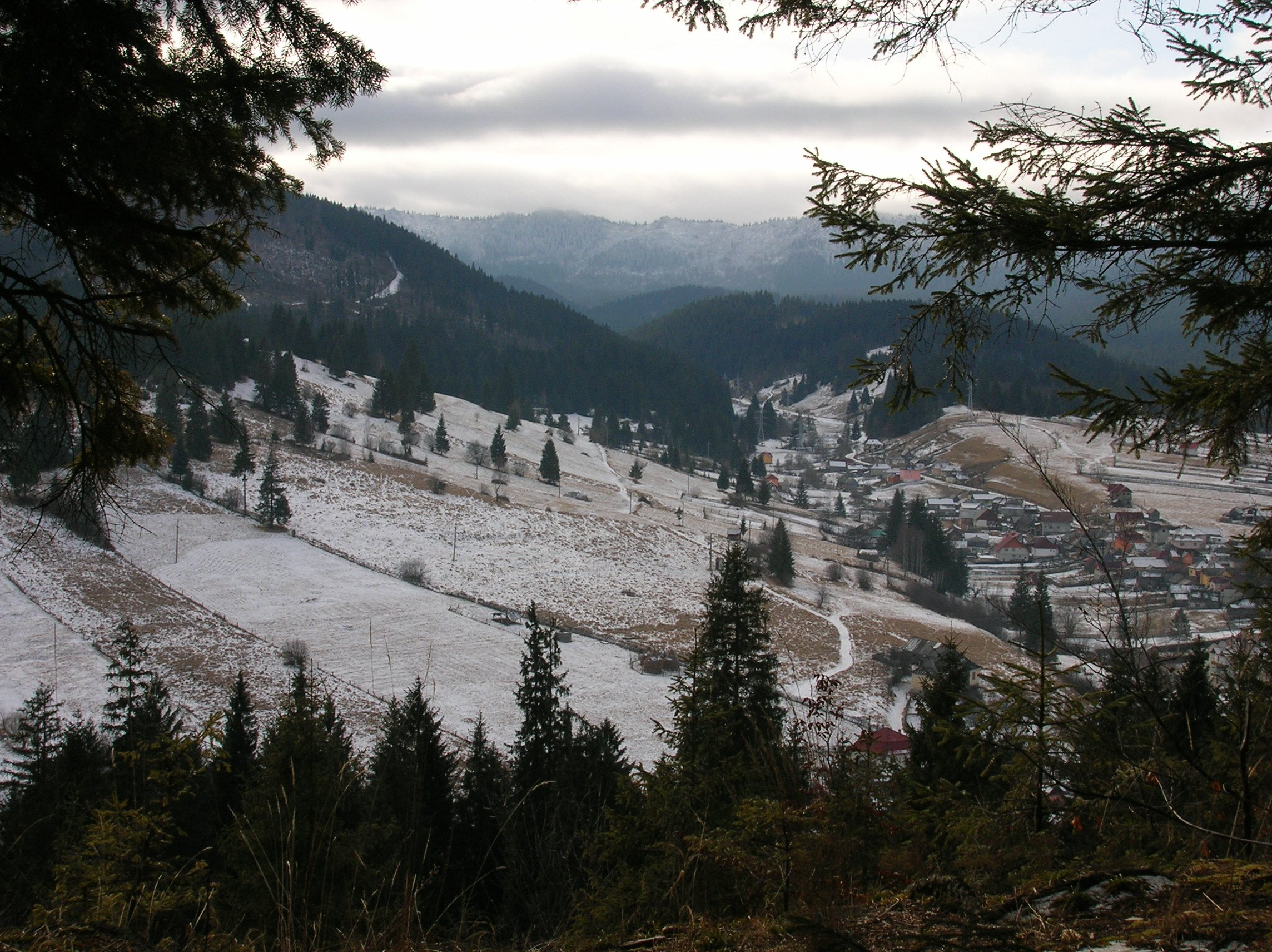
Borszék télen

Neves személyiségek is látogattak ide: Blaha Lujza, Mihai Eminescu, Vasile Alecsandri.
1910-ben 1862 lakosából 1702 magyar, 126 román, 125 zsidó és 10 német. A trianoni békeszerződésig Csík vármegye Gyergyótölgyesi járásához tartozott. A 20. század minden megpróbáltatásai, különösen a két világháború és az impériumváltás a töretlenül fejlődő, immáron világhírű fürdőt kedvezőtlenül érintették. 1920 után hanyatlás következett be a fürdőtelep életében. A második fellendülés 1950 és 1990 között történt, a rohamosan fejlődő település 1968-ban kapott városi rangot. A rendszerváltás és a 90-es évek "átmeneti időszaka" ismét visszaesést hozott. Borszék, az egykoron Karlovy Vary-val, Badennel, Ótátrafüreddel egyenrangú fürdőhely ma már csak árnyéka önmagának. A gyönyörű sétányok, a bájos fürdőpavilonok, de főleg a gyógykezelő központ teljes mértékben leromlottak, és a sajátos fürdőhelyi „színes világ” csak az emlékezetben maradt fenn.
2009-ben létrejött a Tündérkert feredő.

## Népesség
2002-ben 2864 lakosából 2240 fő magyar, 607 román és 14 cigány volt.

## Látnivalók

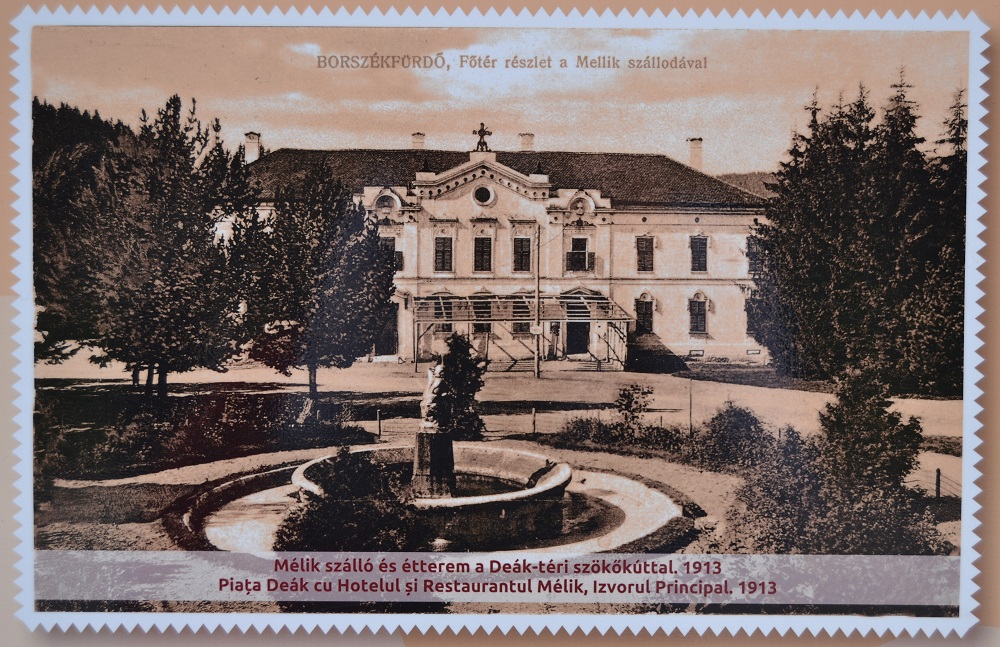
A Mélik (Mellik) Szálloda és a Deák téri szökőkút 1913-ban

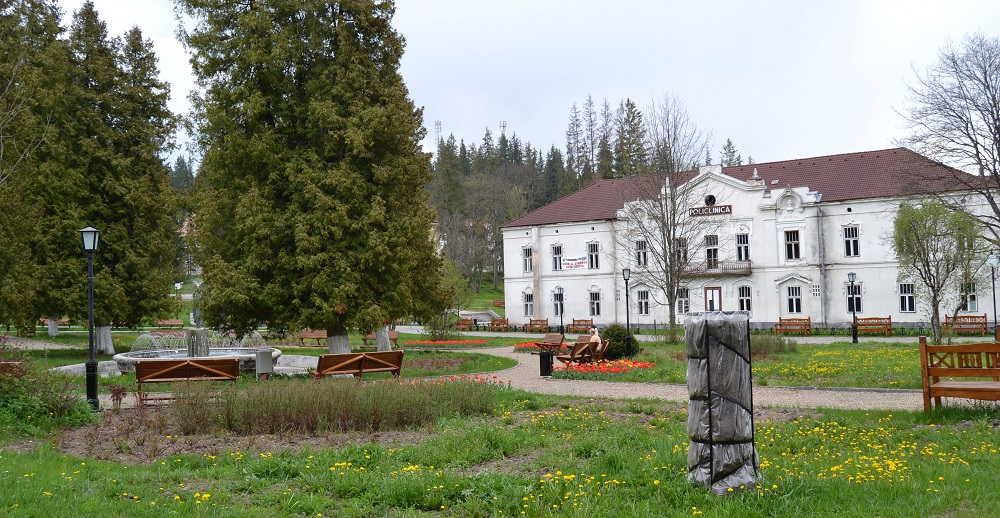
A Mélik Szálloda és a Deák tér egy részlete 2014-ben

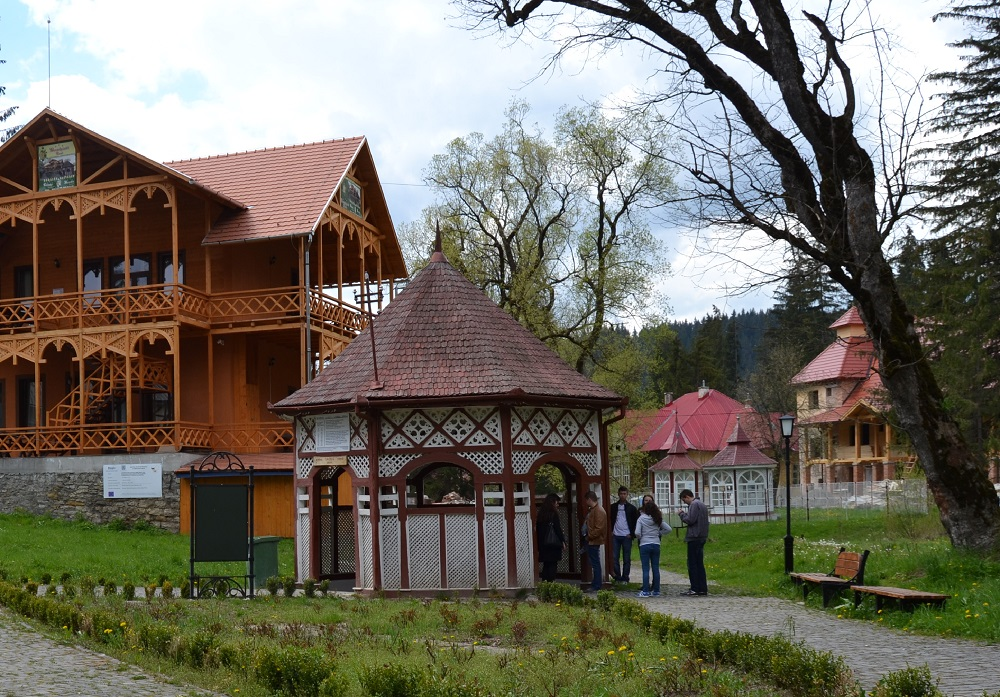
A 6-os számú forrás (2014)

- A Kerekszék travertin-dombjáról nevezetes, a meszes-szénsavas vízből kicsapódott mészkövet épületek díszítésére használják.
- Első kis római katolikus kápolnája 1745-ben már állt, ezt pásztorok rombolták le; helyébe 1847-ben épült új kápolna, melyet az új templom elkészülte után 1926-ban a görögkatolikus egyház kapott meg. Ez utóbbi ma ortodox templom.
- Az új római katolikus templomot 1910-ben építették és 1911-ben szentelték fel.
- 2006 decemberében szentelték fel az új ortodox templomot.
- Borvízforrások
- Borvízmúzeum
- Barlangok: Medvebarlang, Jégbarlang, Cseppkőbarlang.
- Mélik Szálloda és a Deák-téri szökőkút

## Ismert emberek
- Itt született 1888-ban Mátyás Mátyás sebész orvos, orvosi szakíró.
- Itt született 1945-ben Boncsér Árpád szobrász

## Testvértelepülések
- Zákányszék, Magyarország (rendszeres kapcsolat 1996-tól, testvértelepülési szerződéssel 2005 óta)[6]
- Pilisvörösvár, Magyarország (2009-2010 óta)[7]
- Rudabánya, Magyarország (2012)[8]
- Aba, Magyarország[9]
- Bácsalmás, Magyarország[9]
- Fonyód, Magyarország[9]
- Orfű, Magyarország[9]
- Bonyhád, (2014 óta)